# Тасе Лаев
Тасе Лаев е български хайдутин и революционер, войвода на Македонския комитет. В 1895 година се включва в Четническата акция на Македонския комитет като войвода на чета от 35 души в Паланечко.